# Jukebox (JLS)
Jukebox è il terzo album studio della boy band britannica JLS, pubblicato l'11 novembre 2011 da Epic Records. La pubblicazione dell'album è stata preceduta dal singolo She Makes Me Wanna, che ha debuttato alla prima posizione della Official Singles Chart nel luglio 2011, e dal secondo singolo, Take a Chance on Me, pubblicato il 4 novembre 2011. L'album è stato commercializzato in quattro differenti edizioni dalla catena di negozi HMV, ognuna delle quali contenenti una custodia con il ritratto di ognuno dei quattro membri del gruppo.

## Tracce
1. She Makes Me Wanna (featuring Dev) - 3:39
2. Do You Feel What I Feel? - 3:13
3. Teach Me How to Dance - 3:29
4. Take a Chance on Me - 3:35
5. Go Harder - 3:20
6. So Many Girls - 3:22
7. 3D - 4:08
8. Take You Down - 4:01
9. Innocence - 3:15
10. Killed By Love - 3:43
11. Never Gonna Stop - 3:14
12. Shy of the Cool - 4:23

Bonus track dell'edizione iTunes
1. One Shot (Live at the O2) - 3_53

## Classifiche
| Classifica (2011)     | Posizione più alta |
| --------------------- | ------------------ |
| Irish Albums Chart    | 5                  |
| Official Albums Chart | 2                  |